# Isernhagen
Isernhagen é um município da Alemanha localizado no distrito de Hanôver, estado de Baixa Saxônia.
Está aproximadamente situada uns 10 quilômetros a noroeste de Hannover. A Bundesautobahn 7 passa por o município. De acordo com o censo realizado em 2011, Isernhagen tem uma população de 23 090 habitantes.

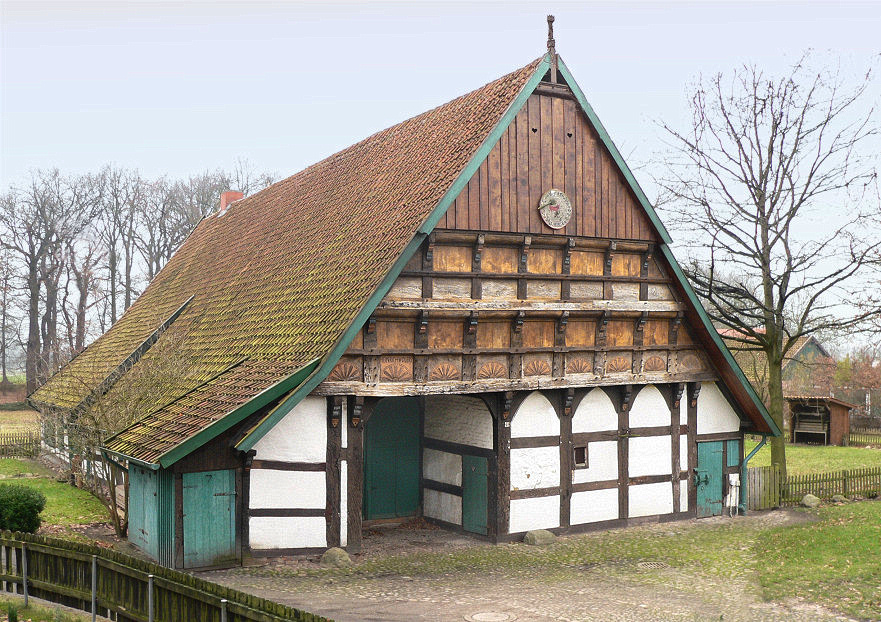
Museu da agricultura de Wöhler-Dusche-Hof (em Isernhagen).